# Casa Ramon Constansó
La casa Ramon Constansó és un edifici situat als carrers de Sant Honorat, 5 i de la Fruita, 5 de  Barcelona, catalogat com a bé cultural d'interès local. Actualment, acull el Centre de Prevenció i Intervenció en Drogodependències SPOTT, de la Diputació de Barcelona.

## Història
Segons la documentació notarial, la finca fou adquirida el 1653 en subhasta pública a la Diputació del General de Catalunya per Francesc Pasqual i de Cadell (†1671). El 1678, el seu fill Miquel Pasqual de Cadell i de Quintana la va cedir al seu nebot Francesc de Llar i Pasqual de Cadell, primer comte de Llar, de qui va passar al seu fill Francesc Josep de Llar i de Ponç, segon comte de Llar.
El 1774, i per tal de finançar la construcció de la seva nova residència al carrer del Pi, la seva filla Maria Teresa de Llar i de Verthamon, tercera comtessa de Llar, i el seu net  Francesc Gaietà de Planella i de Llar, baró de Granera, l'establiren en emfiteusi al notari Ramon Constansó, que tot seguit la va fer reformar. Les obres foren encomanades al mestre de cases Jaume Bosch i al fuster Salvador Mayol, que entre altres coses va construir les llibreries del despatx, que feien la funció d'envans.
El 1818, el seu nebot, el procurador Bru Petrús i Constansó, va demanar permís per a obrir-hi tres finestres i convertir quatre del tercer pis en balcons, segons el projecte del mestre de cases Pere Fiter, i novament el 1829 per a obrir-hi una porta. Casat amb Francesc Bessa, va tenir tres fills: Aleix, corredor reial de canvis, Ramona (†1867), i Josepa (†1853), casada amb Jacint Pujó. El seu fill Agapit Pujó i Petrús, també corredor reial de canvis, es va casar amb Francesca Balius i Bonaplata, filla del fabricant Andreu Balius i Ferrer i de Teresa Bonaplata i Valentí, al seu torn filla del fabricant d'indianes Salvador Bonaplata i Corriol.
Durant la rehabilitació de l'immoble entre 1995 i 1996, es descobriren unes finestres medievals a la façana del carrer de la Fruita, que van ser posades en valor.

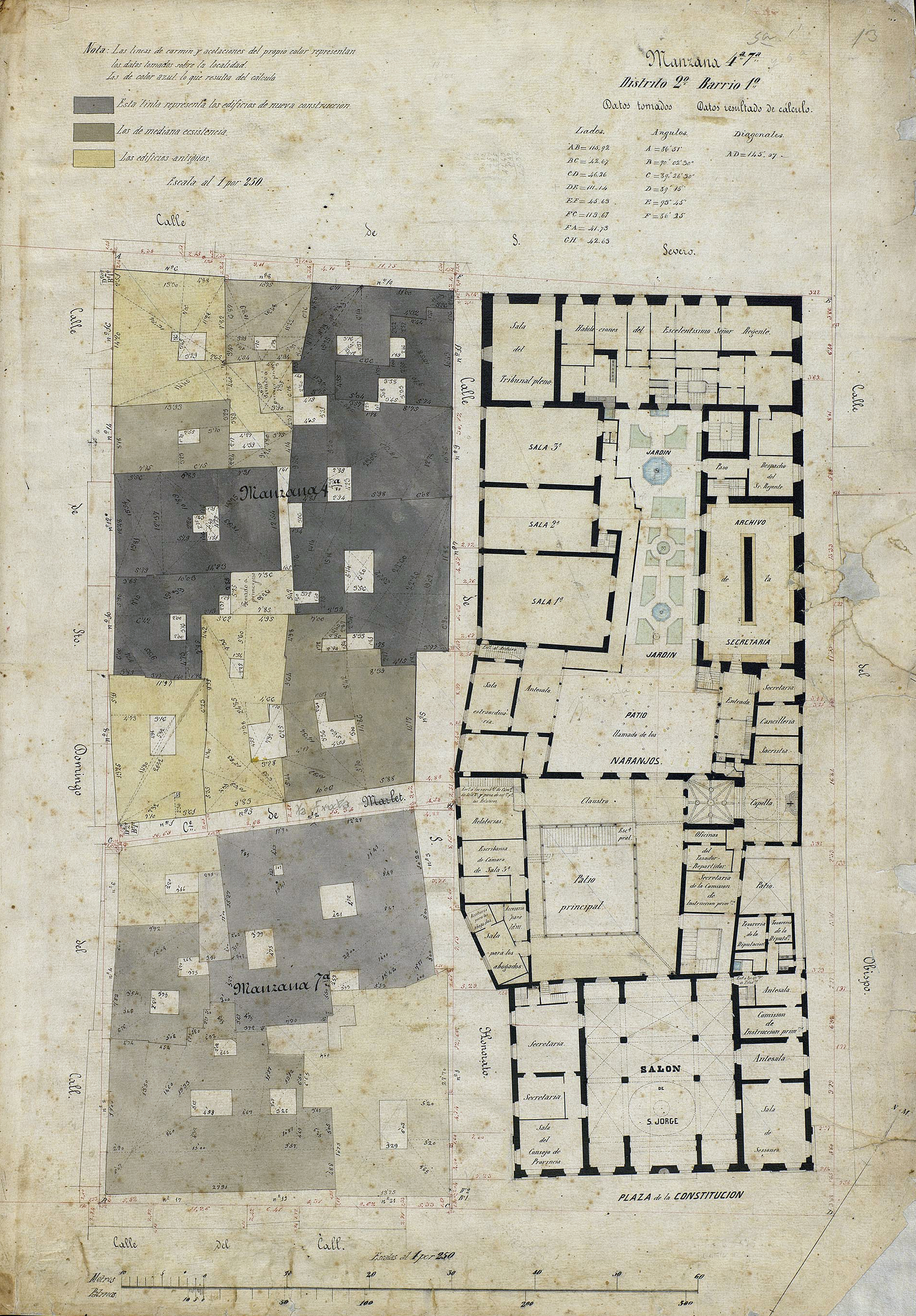
Quarteró núm. 28b de Garriga i Roca (c. 1860)

## Descripció
Consta de planta baixa, planta principal i dos pisos més i s'articula entorn un pati central, d'on surt l'escala d'accés a la planta principal i on es mostren algunes finestres gòtiques d'arc conopial motllurat i decorades, les impostes, amb petits caps d'angelets.
La façana, recoberta amb estuc vermell, deixa entreveure els marcs de pedra de les obertures i, a la planta baixa del carrer de la Fruita, uns petits carreus irregulars que podrien formar part de l'estructura original. A la planta baixa del carrer de Sant Honorat s'obren tres portals, el principal dels quals és de llinda de pedra motllurada i el de la dreta de llinda de fusta. Els pisos d'aquesta façana presenten els balcons de ceràmica i estructura de ferro habituals del segle xviii, de volada decreixent amb l'alçada, destacant-ne la balconada correguda del primer pis que copsa la cantonada. Al primer pis del carrer de la Fruita cal destacar una finestra d'arc fistonat deprimit i, a sobre d'aquest, una petita finestra que podria haver tingut un arc conopial. El coronament té una cornisa amb denticles.